# WASP-29
WASP-29 — звезда в созвездии Феникса на расстоянии приблизительно 260 световых лет от нас. Вокруг звезды обращается, как минимум, одна планета.

## Характеристики
WASP-29 была открыта с помощью орбитальной обсерватории Hipparcos в ходе проекта Tycho. Официальное открытие звезды было совершено 1997 году в рамках публикации каталога Tycho. Наименование звезды в этом каталоге — TYC 8015-1020-1. В настоящий момент более распространено наименование WASP-29, данное командой исследователей из проекта SuperWASP.
WASP-29 представляет собой звезду 11,3 величины главной последовательности. Это оранжевый карлик, имеющий массу и радиус, равные 82 % и 80 % солнечных соответственно. Температура поверхности составляет около 4800 кельвинов.

## Планетная система
В 2010 году группой астрономов, работающих в рамках программы SuperWASP, было объявлено об открытии  планеты WASP-29 b в системе. Это горячий газовый гигант, по массе сравнимый с Сатурном, однако по размерам намного его больше. Примечательно, что в химическом составе родительской звезды присутствует большое количество тяжёлых элементов (на 30 % больше, чем в химическом составе Солнца). Авторы открытия отметили, что подобная особенность влияет на экзопланеты данного типа: они имеют тяжёлое плотное ядро. Эффективная температура планеты равна 998 кельвинам.